# Arctotideae

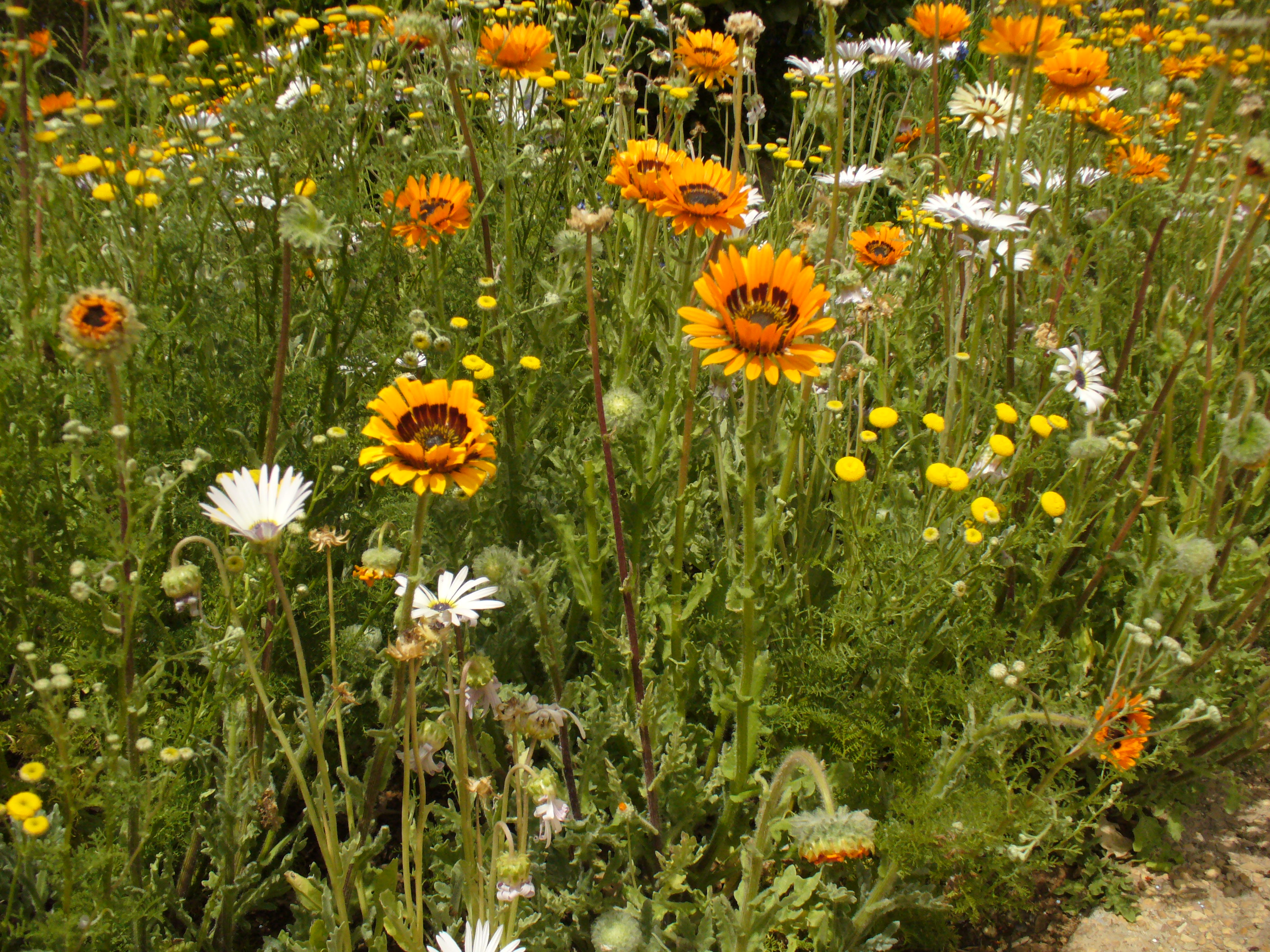
Arctotis fastuosa.

Arctotideae es una tribu de plantas de flores de la familia de las Asteráceas o Compuestas perteneciente a la subfamilia Cichorioideae. Los géneros que se incluyen en esta tribu son Arctotis, Arctotheca, Berkheya, Gazania, Gorteria, Heterolepis y Psacalium.

## Subtribus y géneros
- Arctotidinae
  - Arctotis
  - Cymbonotus
  - Dymondia
  - Haplocarpha
  - Landtia
- Gorteriinae
  - Arctotheca
  - Berkheya 
  - Gazania
  - Gorteria
  - Heterolepis
  - Hirpicium
  - Psacalium